# Al Oerter
Alfred Adolph Oerter (n. 19 septembrie 1936, New York City, New York, SUA – d. 1 octombrie 2007, Fort Myers, Florida, SUA) a fost un aruncător de disc american, laureat cu patru medalii de aur olimpice.

## Carieră
Americanul a obținut prima sa medalie de aur la Jocurile Olimpice din 1956. La Melbourne a câștigat în mod surprinzător în fața compatriotului Fortune Gordien care a deținut recordul mondial. În anul următor a avut un accident grav, dar și-a revenit până la Jocurile Olimpice de la Roma din 1960 unde a câștigat din nou aurul.
În anii 1962, 1963 și 1964 discobolul a îmbunătățit recordul mondial, ajungând la 62,94 m. Însă cu două luni înainte de Jocurile Olimpice din acel an, cehoslovacul Ludvík Daněk a aruncat 64,55 m. Dar la Tokio americanul l-a învins deși a avut dureri mari din cauza unei accidentări la gât. La Jocurile Olimpice din 1968 atletul a devenit campion olimpic pentru a patra oară.
Apoi s-a retras din activitate. Zece ani mai târziu a revenit și a încercat să se califice la Jocurile Olimpice din 1980 și 1984, dar fără succes. Cea mai bună aruncare a sa a fost de 69,46 metri, reușită în mai 1980.
Al Oerter a fost primul atlet din istorie cu patru medalii de aur consecutive la aceeași probă. Niciodată nu a fost favorit, dar l-a învins de fiecare dată pe actualul deținător al recordului mondial. În anul 2012 a fost inclus de către Asociația Internațională a Federațiilor de Atletism în Hall of Fame.

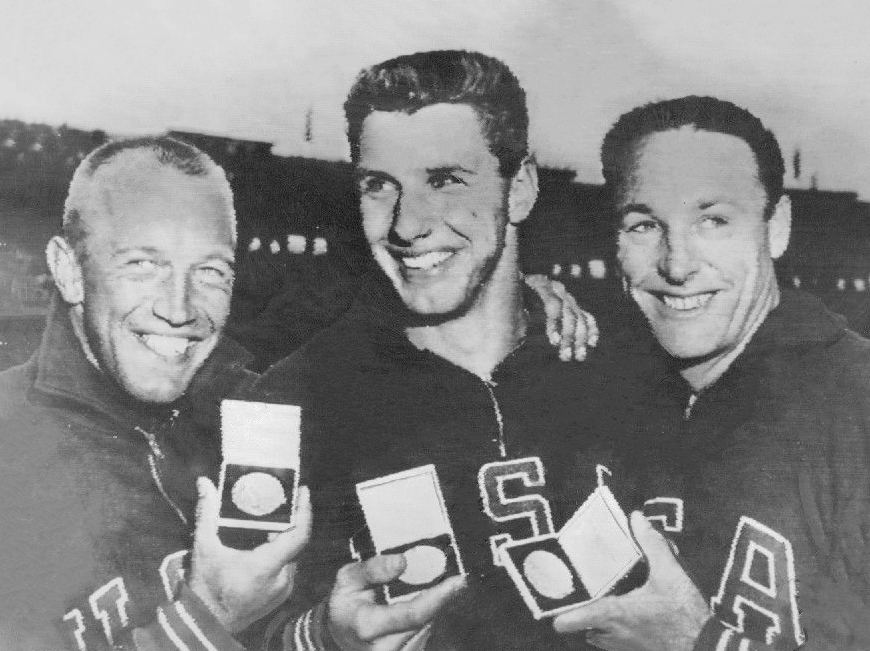
La JO din 1956
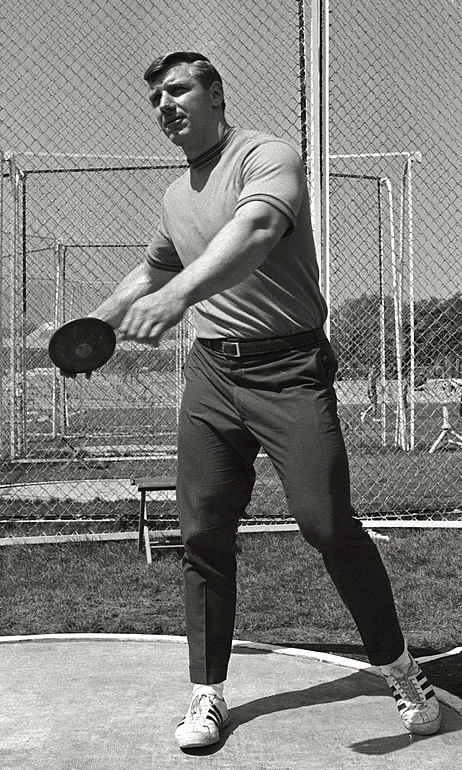
În 1968

## Palmares
| An   | Competiție        | Locație                 | Loc | Note    |
| ---- | ----------------- | ----------------------- | --- | ------- |
| 1956 | Jocurile Olimpice | Melbourne, Australia    | 1   | 56,36 m |
| 1960 | Jocurile Olimpice | Roma, Italia            | 1   | 59,18 m |
| 1964 | Jocurile Olimpice | Tokio, Japonia          | 1   | 61,00 m |
| 1968 | Jocurile Olimpice | Ciudad de México, Mexic | 1   | 64,78 m |